# نیکلاس واپوریدیس
نیکلاس واپوریدیس (یونانی: Νικόλας Βαπορίδης؛ زادهٔ ۲۲ دسامبر ۱۹۸۱) یک هنرپیشه و تهیه‌کننده فیلم اهل ایتالیا است.
از فیلم‌ها یا مجموعه‌های تلویزیونی که وی در آن‌ها نقش داشته‌است می‌توان به تمام پول‌های جهان و افسران پلیس اشاره نمود.